# Emeishan

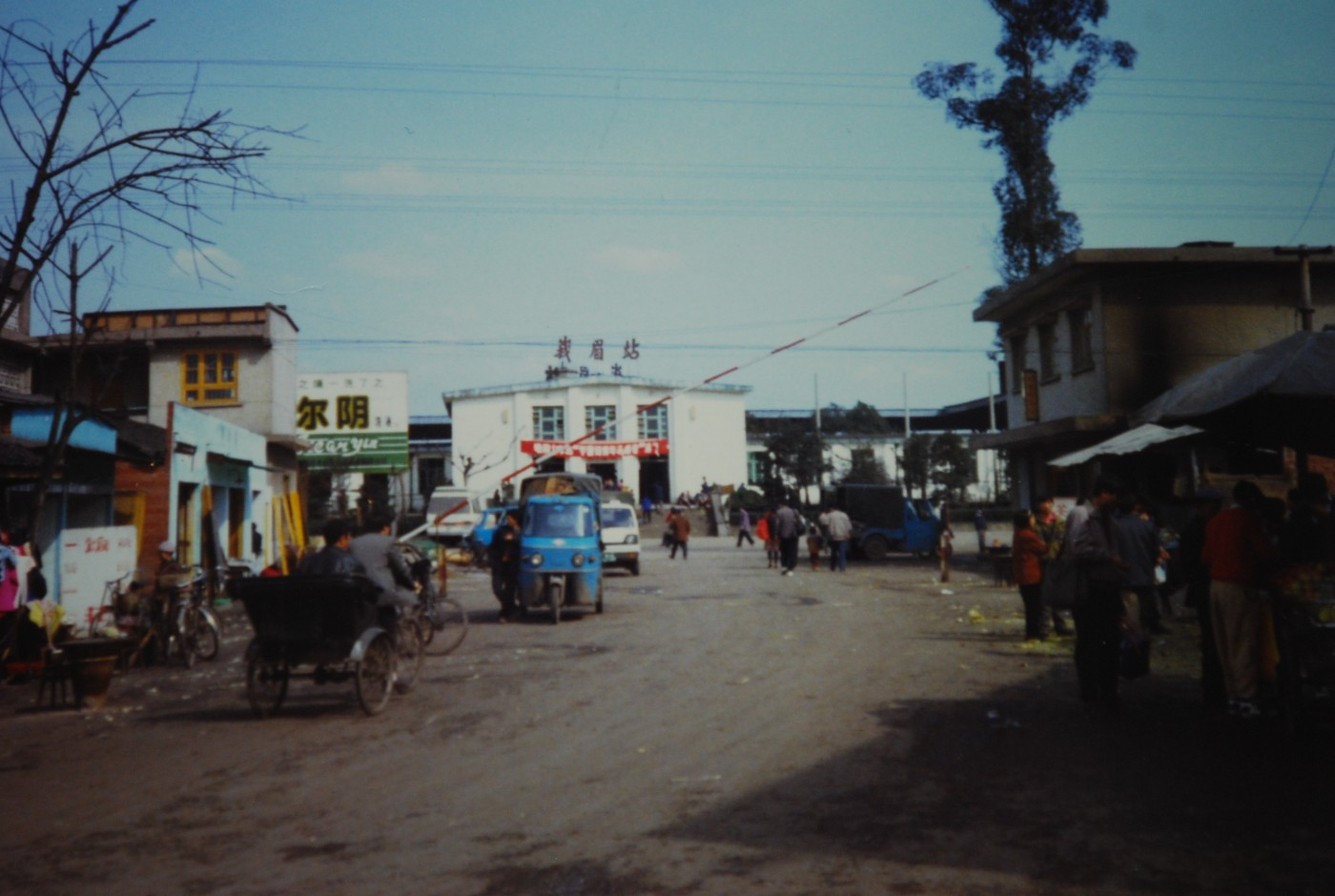
Emeishan en 1994.

Emeishan (峨眉山 ; pinyin : Éméishān) est une ville-district du sud du Sichuan placée sous la juridiction administrative de la ville-préfecture de Leshan. Elle doit son nom au mont Emei, un mont sacré bouddhiste situé son territoire.

## Culture
On y pratique des spectacles de « Visage changeant » (变脸), ainsi que l'opéra folklorique du Sichuan.
La zone géographique comporte un art martial particulier de tendance bouddhiste, mais semblant avoir des influences du taiji quan.
Ce mont est un haut lieu du bouddhisme. Une importante réunion de prêtres bouddhistes venant de différentes régions y a lieu occasionnellement.

## Thé
Emeishan est la ville de production du thé nommé Zhú Yè Qīng (竹叶青).

## Démographie
La population du district était de 424 866 habitants en 1999.